# Curtis's Botanical Magazine
Curtis's Botanical Magazine è una rivista di giardinaggio illustrata ideata da William Curtis nel diciottesimo secolo e tuttora pubblicata, anche se ha subito vari cambi di nome. 
È conosciuta anche come "The Botanical Magazine" o "Flower-Garden Displayed". La rivista espone al lettore le caratteristiche di piante ornamentali e rare che vengono descritte attraverso tavole dipinte a mano, accompagnate da una o due pagine di testo in cui sono elencate le proprietà delle piante, la storia e le caratteristiche di sviluppo.

## Storia
La serie illustrata nasce nel 1787, e si contraddistingue subito per le bellissime illustrazioni di Sydenham Edwards, viene pubblicata dal Royal Botanic Gardens Kew.

## Fonti
I seguenti testi sono pertinenti al progetto letterario Project Gutenberg Literary Archive Foundation:
- Curtis, William, The Botanical Magazine, Vol. 1, 2006.
- Curtis, William, The Botanical Magazine, Vol. 2, 2006.
- Curtis, William, The Botanical Magazine, Vol. 3, 2006.
- Curtis, William, The Botanical Magazine, Vol. 4, 2006.
- Curtis, William, The Botanical Magazine, Vol. 5, 2006.